# Troféu O Século
O Troféu O Século foi um troféu realizado apenas uma vez em 1939. O FC Porto foi o vencedor. A 1 de outubro de 1939, na sequência do quinquagésimo aniversário do futebol em Portugal, o jornal "O Século" institui a Taça Monumental Bodas de Ouro do futebol português, para ser disputada entre os campeões da primeira e segunda divisão. Em jogo efetuado na cidade do Porto, o FC Porto, campeão da primeira divisão vence por 8 a 0 o Carcavelinhos, campeão da segunda divisão.

## Historial
| Ano  | Campeão  | Resultado | Vice-Campeão  |
| ---- | -------- | --------- | ------------- |
| 1939 | FC Porto | 8 – 0     | Carcavelinhos |

## Palmarés
| Clube         | Títulos | Vices |
| ------------- | ------- | ----- |
| FC Porto      | 1       | 0     |
| Carcavelinhos | 0       | 1     |